# Paepalanthus macrocephalus
Paepalanthus macrocephalus là một loài thực vật có hoa trong họ Eriocaulaceae. Loài này được (Bong.) Körn. mô tả khoa học đầu tiên năm 1863.